# Refuge du Mont-Thabor
Le refuge du Mont-Thabor est un refuge situé en France dans le département de la Savoie en région Auvergne-Rhône-Alpes.

## Caractéristiques et informations
Ce refuge est gardé du 23 février à la mi-mai en raison de la pratique du ski de randonnée à cette période. Enfin, un gardiennage est effectué, durant l'été, du 7 juin au 14 septembre.

## Accès
Pour se rendre au refuge, partir depuis la commune de Modane. Ensuite rejoindre la station de Valfréjus jusqu'au parking présent au lieu-dit Le Lavoir. Après quoi délaisser son véhicule pour continuer à pied en empruntant un chemin menant au col de la vallée étroite, puis suivre les sentiers balisés menant au refuge.